# Oleksandr Pavljuk
Oleksandr Oleksijovyč Pavljuk (in ucraino Олександр Олексійович Павлюк?; Novohrad-Volyns'kyj, 20 agosto 1970) è un generale ucraino, comandante delle Forze terrestri ucraine dall'11 febbraio al 29 novembre 2024.

## Biografia
Diplomatosi presso la Scuola superiore di comando di carri armati di Charkiv nel 1991, ha prestato servizio come comandante di un plotone, di compagnia e di battaglione corazzato fino al 2003. Fra il 2005 e il 2006 è stato vice comandante di brigata. Dal 2006 al 2007 è stato al comando del contingente di peacekeeping ucraino schierato in Kosovo all'interno della KFOR. A partire dal 2010 è stato al comando della 24ª Brigata meccanizzata, con la quale nel 2014 ha preso parte alla guerra del Donbass e contribuito alla liberazione delle città di Slov"jans'k, Kramators'k, Lyman e Lysyčans'k.
Nel febbraio 2015 ha lasciato l'unità per entrare nell'Università Nazionale della Difesa dell'Ucraina, presso la quale ha completato l'addestramento a livello strategico nel 2017. È quindi stato nominato comandante del Comando operativo "Ovest". Nel 2020 è stato nominato responsabile dell'addestramento delle Forze terrestri ucraine. Il 28 luglio 2021 è stato assegnato a capo del Comando Interforze delle Forze armate ucraine. Dal 15 marzo al 21 maggio 2022, nel pieno dell'invasione russa dell'Ucraina, ha ricoperto la carica di governatore dell'amministrazione militare regionale di Kiev, dove ha organizzato la difesa della capitale durante l'offensiva russa sulla città. Il 14 febbraio 2023 è stato nominato primo viceministro della difesa. L'11 febbraio 2024 è diventato il nuovo comandante in capo delle Forze terrestri ucraine al posto del generale Oleksandr Syrs'kyj, nominato al comando delle Forze armate ucraine. Il 29 novembre 2024 è stato sostituito nell'incarico da Mychajlo Drapatyj.